# Comuna Iarmakî, Mirhorod
Iarmakî (în ucraineană Ярмаки) este o comună în raionul Mirhorod, regiunea Poltava, Ucraina, formată din satele Iarmakî (reședința), Iemți și Ierkî.

## Demografie
Componența lingvistică a comunei Iarmakî
     Ucraineană (95,89%)
     Rusă (3,88%)
     Alte limbi (0,11%)
Conform recensământului din 2001, majoritatea populației comunei Iarmakî era vorbitoare de ucraineană (95,89%), existând în minoritate și vorbitori de rusă (3,88%).